# Lago di Bolsena
 Lago di Bolsena eller Bolsenasøen er en kratersø nord for Viterbo i regionen Lazio i Mellemitalien. Søen har et areal på 113,5 km2. 
Søen blev dannet for 370.000 år siden, da et caldera styrtede sammen. De to øer i søens sydlige ende er opstået ved senere vulkanudbrud. 
42°36′N 11°56′Ø / 42.6°N 11.93°Ø